# Unrelated
Unrelated är en brittisk dramafilm från 2007. Filmen är regisserad av Joanna Hogg. Det var hennes regidebut, och även den första långfilmen för skådespelaren Tom Hiddleston.
Filmen handlar om Anna som anser att det är dags för en paus från sin pojkvän. Hon reser till Toscana för att träffa sin väninna Verena, men blir mer intresserad av att umgås med ungdomar. I synnerhet får hon upp ögonen för Oakley.

## Rollista (i urval)
- Kathryn Worth – Anna
- Mary Roscoe – Verena
- Tom Hiddleston – Oakley